# Gran Premio de Alemania de Motociclismo de 1968
El Gran Premio de Alemania de Motociclismo de 1968 fue la primera prueba de la temporada 1968 del Campeonato Mundial de Motociclismo. El Gran Premio se disputó el 20 y 21 de abril de 1968 en el Circuito de Nürburgring.

## Resultados 500cc
Aunque hubo algunos rumores en el invierno sobre las motocicletas nuevas de 500cc, no parecían estar en la carrera inaugural en Alemania. Debido a la ausencia de Honda, Giacomo Agostini también tuvo algo que decir en la carrera de 500cc. Inicialmente, John Hartle (Métisse estaba en segundo lugar, pero se estrelló en la vuelta 19, lo que provocó un gran incendio forestal. Debido a que se celebró más de la mitad de la carrera, se registraron las posiciones de ese momento. Por lo tanto, ganó mucho antes Dan Shorey (Norton Manx) y Peter Williams (Matchless G50).

| Pos.    | Piloto              | Equipo                   | Tiempo       | Pts. |
| ------- | ------------------- | ------------------------ | ------------ | ---- |
| 1       | Giacomo Agostini    | MV Agusta                | 1h 01' 23" 3 | 8    |
| 2       | Dan Shorey          | Norton                   | +1 Vuelta    | 6    |
| 3       | Peter Williams      | Matchless                | +1 Vuelta    | 4    |
| 4       | Gyula Marsovszky    | Matchless                | +1 Vuelta    | 3    |
| 5       | Bohumil Staša       | ČZ                       | +1 Vuelta    | 2    |
| 6       | Rodney Gould        | Norton                   | +2 Vueltas   | 1    |
| 7       | Ron Chandler        | Seeley                   |              |      |
| 8       | Errol Cowan         | Matchless                |              |      |
| 9       | Heinrich Rosenbusch | Norton                   |              |      |
| 10      | Paul Eickelberg     | Norton                   |              |      |
| 11      | Armand Nerger       | Honda                    |              |      |
| 12      | Walter Scheimann    | Norton                   |              |      |
| 13      | Dieter Döhmann      | BMW                      |              |      |
| 14      | Eduard Lenz         | Bianchi                  |              |      |
| 15      | Keith Turner        | Matchless                |              |      |
| 16      | Ferdinand Kaczor    | BMW                      |              |      |
| 17      | Hartmut Allner      | Matchless                |              |      |
| 18      | György Kurucz       | Matchless                |              |      |
| 19      | Ralf Engelhardt     | Norton                   |              |      |
| Ret     | Jack Findlay        | McIntyre-Matchless       | Ret          |      |
| Ret     | John Dodds          | Norton                   | Ret          |      |
| Ret     | Kel Carruthers      | Norton                   | Ret          |      |
| Ret     | Ernst Weiss         | Seeley                   | Ret          |      |
| Ret     | Hans-Jürgen Melcher | Honda                    | Ret          |      |
| Ret     | Hans-Otto Butenuth  | BMW                      | Ret          |      |
| Ret     | Heiner Butz         | Bianchi                  | Ret          |      |
| Ret     | Karl Hoppe          | Matchless                | Ret          |      |
| Ret     | Manfred Gäckle      | Matchless                | Ret          |      |
| Ret     | Peter Hampe         | Norton                   | Ret          |      |
| Ret     | Rolf Fenker         | Norton                   | Ret          |      |
| Ret     | Rolf Thiemig        | Norton                   | Ret          |      |
| Ret     | Rupert Bauer        | BMW                      | Ret          |      |
| Ret     | Udo Konchanski      | BMW                      | Ret          |      |
| Ret     | Billie Nelson       | Hannah-Paton             | Ret          |      |
| Ret     | Derek Woodman       | Seeley-Norton            | Ret          |      |
| Ret     | John Hartle         | Cowles-Métisse-Matchless | Ret          |      |
| Ret     | Maurice Hawthorne   | Norton                   | Ret          |      |
| Ret     | Rex Butcher         | Norton/ Matchless        | Ret          |      |
| Ret     | Steve Spencer       | Norton                   | Ret          |      |
| Ret     | Angelo Bergamonti   | Paton                    | Ret          |      |
| Ret     | Marty Lunde         | Norton                   | Ret          |      |
| Fuente: |                     |                          |              |      |

## Resultados 350cc
La carrera de 350 cc salía con Renzo Pasolini Benelli en la pole. Sorprendentemente, también Phil Read participó en los entrenamientos e incluso fue más rápido que Giacomo Agostini con la MV Agusta. Sin embargo, Read no comenzó por problemas financieros. En la carrera, Agostini no dejó dudas sobre quién era el más rápido. Arrancó el primero y Pasolini pudo frenarlo en la primera curva, pero después de eso, Ago comenzó a marcharse rápidamente. Al final de la carrera, estaba 40 segundos por delante de Pasolini y todos los demás participantes iban 1 a 4 vueltas atrás. Kel Carruthers fue tercero con un Drixton - Aermacchi.
| Pos. | Piloto             | Moto                      | Tiempo       | Pts. |
| ---- | ------------------ | ------------------------- | ------------ | ---- |
| 1    | Giacomo Agostini   | MV Agusta                 | 1h 03' 41" 1 | 8    |
| 2    | Renzo Pasolini     | Benelli                   | + 40"5       | 6    |
| 3    | Kel Carruthers     | Drixton-Aermacchi         | +1 Vuelta    | 4    |
| 4    | Ginger Molloy      | Bultaco                   | +1 Vuelta    | 3    |
| 5    | Dan Shorey         | Norton                    | +1 Vuelta    | 2    |
| 6    | Bohumil Staša      | ČZ                        | +1 Vuelta    | 1    |
| 7    | John Hartle        | Cowless Metisse-Aermacchi | +1 Vuelta    |      |
| 8    | Rudolf Thalhammer  | Aermacchi                 | +1 Vuelta    |      |
| 9    | Billie Nelson      | Norton                    | +1 Vuelta    |      |
| 10   | Peter Williams     | Arter AJS                 | +1 Vuelta    |      |
| 11   | Hans-Dieter Görgen | Honda                     | +1 Vuelta    |      |
| 12   | Herbert Denzler    | Aermacchi                 | +1 Vuelta    |      |
| 13   | Karl Hoppe         | Aermacchi                 | +1 Vuelta    |      |
| DNS  | Phil Read          | Yamaha                    | DNS          |      |
| DNS  | Heinz Rosner       | MZ                        | DNS          |      |

## Resultados 250cc
En el cuarto de litro, Phil Read se cayó dejando a Bill Ivy con su Yamaha RD 05A solo. Cabalgó muy por delante de sus rivales y ganó fácilmente. La batalla por el segundo lugar fue entre cuatro pilotos: Ginger Molloy (Bultaco), Kent Andersson (Yamaha), Siegfried Möhringer (Neckermann-MZ) y Rodney Gould (Bultaco-Yamaha). Möhringer fue el más rápido, pero se salió de la pista y tuvo que ser llevado al hospital con una lesión en la cabeza. Molloy finalmente llegó en segundo lugar y Andersson acabó en tercer lugar.

| Pos. | Piloto           | Moto           | Tiempo    | Pts. |
| ---- | ---------------- | -------------- | --------- | ---- |
| 1    | Bill Ivy         | Yamaha         | 55' 51" 9 | 8    |
| 2    | Ginger Molloy    | Bultaco        | +3' 01" 2 | 6    |
| 3    | Kent Andersson   | Yamaha         | +3' 05" 5 | 4    |
| 4    | Rodney Gould     | Bultaco-Yamaha | +3' 07" 7 | 3    |
| 5    | Jack Findlay     | Bultaco        | +1 Vuelta | 2    |
| 6    | Santiago Herrero | OSSA           | +1 Vuelta | 1    |
| 7    | Gyula Marsovszky | Bultaco        |           |      |
| 8    | Dieter Braun     | Aermacchi      |           |      |
| 9    | Lothar John      | Suzuki         |           |      |
| 10   | Horst Kassner    | Bultaco        |           |      |
| 11   | Keith Turner     | Aermacchi      |           |      |
| Ret  | Phil Read        | Yamaha         | Ret       |      |

## Resultados 125cc
En el octavo de litro, Bill Ivy con el Yamaha RA31A tuvo el mejor tiempo, 6 y medio  segundos más rápido que su compañero de equipo Phil Read. Read asumió el liderazgo en la carrera de Ivy y fue claramente un poco más útil cuando pasó a los doblados, lo que lo llevó a quedarse sin él. En la noveno vuelta, Ivy hizo una parada en boxes y momentos después finalmente se rompió con la caja de cambios. Hans-Georg Anscheidt quedó en segundo lugar con su antigua Suzuki RT 67. La única máquina realmente nueva en la clase de 125cc fue la MZ, pero no se le permitió comenzar en Alemania.
| Pos. | Piloto               | Moto          | Tiempo    | Pts. |
| ---- | -------------------- | ------------- | --------- | ---- |
| 1    | Phil Read            | Yamaha        | 44' 29" 9 | 8    |
| 2    | Hans-Georg Anscheidt | Suzuki        |           | 6    |
| 3    | Siegfried Möhringer  | Neckermann-MZ |           | 4    |
| 4    | Dieter Braun         | Neckermann-MZ |           | 3    |
| 5    | Kent Andersson       | MZ            |           | 2    |
| 6    | Kel Carruthers       | Honda         |           | 1    |
| 7    | Ángel Nieto          | Derbi         |           |      |
| 8    | Jim Curry            | Honda         | +1 Vuelta |      |
| 9    | Heinz Kriwanek       | MZ            | +1 Vuelta |      |
| 10   | Horst Seel           | MZ            | +1 Vuelta |      |
| 11   | Walter Scheimann     | Honda         |           |      |
| 12   | Cees van Dongen      | Honda         |           |      |
| 13   | Tommy Robb           | Bultaco       |           |      |
| 14   | László Szabó         | MZ            |           |      |
| Ret  | Bill Ivy             | Yamaha        | Ret       |      |
| Ret  | Charly Dubois        | Bultaco       | Ret       |      |
| Ret  | Philippe Ruyssen     | Bultaco       | Ret       |      |
| Ret  | Yves Le Toumelin     | Bultaco       | Ret       |      |
| Ret  | Jean-Louis Pasquier  | Bultaco       | Ret       |      |

## Resultados 50cc
En la categoría de menor cilindrada, Hans-Georg Anscheidt tuvo que trabajar duro en los entrenamientos para hacer funcionar su Suzuki RK 67 de dos cilindros, pero la máquina funcionó muy bien durante la carrera. Martin Mijwaart lideró la carrera a cien metros después del comienzo, pero su Jamathi no tenía la suficiente aceleración para a varios pilotos. Sin embargo, logró subir al segundo lugar al pasar Rudolf Kunz (Kreidler). Se retiró en la octava vuelta con problemas en el encendido. Kunz se convirtió en segundo y Rudolf Schmälze (Kreidler), tercero.
| Pos. | Piloto               | Moto     | Tiempo    | Pts. |
| ---- | -------------------- | -------- | --------- | ---- |
| 1    | Hans-Georg Anscheidt | Suzuki   | 50"36'2   | 8    |
| 2    | Rudolf Kunz          | Kreidler | +3"22'1   | 6    |
| 3    | Rudolf Schmälzle     | Kreidler | +3"23'3   | 4    |
| 4    | Ludwig Fassbender    | Kreidler | +1 Vuelta | 3    |
| 5    | Cees van Dongen      | Kreidler | +1 Vuelta | 2    |
| 6    | Janko-Florijan Štefe | Tomos    | +1 Vuelta | 1    |
| 7    | Peter Eser           | Honda    | +1 Vuelta |      |
| 8    | Yves Le Toumelin     | Derbi    | +1 Vuelta |      |
| 9    | Wolfgang Reinhard    | Suzuki   | +1 Vuelta |      |
| 10   | André Millard        | Derbi    | +1 Vuelta |      |
| 11   | Han Leenheer         | Kreidler | +1 Vuelta |      |
| Ret  | Barry Smith          | Derbi    | Ret       |      |
| Ret  | Aalt Toersen         | Kreidler | Ret       |      |
| Ret  | Jan de Vries         | Kreidler | Ret       |      |
| Ret  | Martin Mijwaart      | Jamathi  | Ret       |      |